# Gintama the Movie: The Final
Gintama the Movie: The Final (銀魂 THE FINAL?) è un film d'animazione giapponese del 2021 prodotto da Bandai Namco Pictures. Basato sulla serie manga e anime Gintama, il film funge da conclusione della trama della serie anime. È stato diretto dal regista della serie anime Chizuru Miyawaki e basato su una storia di Hideaki Sorachi, l'autore originale di Gintama. È doppiato da Tomokazu Sugita, Daisuke Sakaguchi, Rie Kugimiya tra gli altri. Il film è uscito l'8 gennaio 2021.
Uno speciale anime Gintama: The Semi-Final, legato al film, è stato presentato in anteprima il 15 gennaio 2021 sul servizio online dTV, con il secondo episodio pubblicato il 20 gennaio. Questo colma il divario tra la fine dell'anime televisivo e il film.

## Trama
Gintoki, Takasugi e Katsura combattono contro le forze di Tendoushuu, che hanno preso il controllo del Terminale. La nave madre in cima al terminal sta assorbendo grandi quantità di Altana e incanalandola nel corpo del bambino Shouyou per resuscitarlo e ottenere la vera immortalità. Quando il gruppo viene attaccato, si dividono in due, con Katsura che si aggrappa al cuore di Shouyou. Katsura e Hitsugi ingaggiano una feroce battaglia, e quest'ultimo alla fine pugnala e distrugge il cuore, rivelando che non aveva intenzione di rianimare il bambino; voleva solo liberare Utsuro dalla maledizione dell'immortalità. Senza il cuore, Shouyou sarebbe in grado di rigenerarsi e mantenere il suo corpo solo temporaneamente. Nel terminal, gli Shinsengumi, gli Hyakka, gli Oniwabanshu e il resto dei residenti di Kabukicho combattono il resto dell'esercito di Tendoushuu, mentre Matsudaira abbatte le navi all'esterno.
Poi Gintoki si riunisce con Kagura e Shinpachi e si precipitano verso la cima del terminal. Nel frattempo, Takasugi raggiunge la nave del Tendoushuu per scoprire che Shouyou è stato rianimato e ha ucciso il resto del Tendoushuu. L'unico desiderio di Shouyou è quello di porre fine a se stesso e a Utsuro. Takasugi implora Shouyou di tornare a Shoka Sonjuku con lui. Shouyou si scusa per non essere stato in grado di salvare i suoi discepoli, quelli che voleva veramente proteggere. Mentre si avvicina a Takasugi, quest'ultimo lo pugnala, rivelando che il sangue di Utsuro ha preso il sopravvento anche sul suo corpo. Questo provoca una grande esplosione nella parte superiore del terminale. Gintoki viene separato dagli altri e affronta Utsuro, che ora si manifesta nel corpo di Takasugi, Utsuro si rende conto che Takasugi non ha pugnalato Utsuro prima. Invece, sostenuto da Oboro il cui sangue scorre anche nel suo corpo, Takasugi si è accoltellato. Il corpo che Utsuro vide disteso a terra era lui stesso. Gintoki e Utsuro combattono l'uno contro l'altro.
Con una pugnalata finale e in un corpo umano, Utsuro non è più immortale e muore. Gintoki tiene tra le braccia un Takasugi morente, che gli dice che Gintoki ha vinto di nuovo e lui muore. Shinpachi e Kagura salvano gli Shouyou feriti. Shouyou dice a tutti di evacuare il Terminal tramite le navi di Sakamoto, che stava per esplodere a causa dell'enorme quantità di Altana che sta fuggendo. Shouyou disse che poteva usare l'Altana nel suo corpo per annullare l'energia che usciva dal Terminale. Shinpachi e Kagura si uniscono a lui e anche Katsura rimane indietro. Dice a Gintoki, tramite una radio consegnatagli dallo Shinsengumi, che ha trascorso la sua infanzia a coprire Gintoki e Takasugi ogni volta che combinavano guai, e non poteva andarsene fino a quando non lo avesse fatto di nuovo. Mentre Shouyou scompare, Gintoki gli dice che voleva mostrare al suo insegnante cosa ha fatto da allora: correre lo Yorozuya con i suoi amici.
Qualche tempo nel futuro, Tama si sveglia con i ricordi di ciò che è successo datole da Tamako. Passeggia per la città, che ora si è trasformata in Tokyo. Dopo la battaglia finale, Gintoki tornò a Yorozuya. Molti dei loro vecchi amici sono rimasti gli stessi e Tama li osserva mentre festeggiano a Snack Smile. Sakamoto scrive a Gintoki e lo informa che Katsura ha incontrato i resti dei Kiheitai. Matako ha perlustrato il terreno alla ricerca di cancelli di Altana e ha trovato un bambino che è emerso da uno dei buchi. Tama corre verso il luogo in cui si trovava lo Yorozuya, solo per scoprire che il posto è vuoto e i dintorni sostituiti da edifici futuristici. Tuttavia, vede Hasegawa che le dice che le macchine hanno conquistato il mondo e gli esseri umani sono per lo più disoccupati come lui. All'improvviso, gli Yorozuya lo prendono a calci in faccia e gli rivelano che si trattava di un finale fittizio. Tamako era stato nutrito di falsi ricordi da Hasegawa e l'illusione intorno a loro si frantuma prontamente. La Yorozuya è ancora in giro e Gintoki le dice di asciugarsi le lacrime. Gintoki, Shinpachi e Kagura si precipitano a un lavoro urgente, ma a quanto pare hanno dimenticato quale dovrebbe essere il compito. Ma qualunque cosa sia, ce la farebbero – dopo tutto, sono gli Yorozuya.
Nell'edizione finale di Ginpachi-sensei, Sorachi Hideaki fa un cameo per rispondere a domande irrisolte, tra cui se Gintoki sia per metà Amanto a causa dei suoi capelli argentati (no, è solo un manga) e se il bambino fosse davvero Takasugi (votano ma non sono giunti a una conclusione).

## Produzione
Il film è stato annunciato nell'agosto 2019 dal 77° volume finale del manga. Il film, intitolato Gintama the Movie: The Final, è stato presentato in anteprima l'8 gennaio 2021. Adatta il finale del manga originale, combinato con nuovi elementi della storia. SPYAIR esegue la sigla del film Wadachi (轍~Wadachi~? lett. "Tracce"), mentre DOES esegue una canzone insert. Una carta di Demon Slayer - Kimetsu no yaiba illustrata da Sorachi, raffigurante Tanjirou Kamado e l'Hashira, è stata data agli spettatori nella prima settimana di proiezioni del film.
Uno speciale anime, Gintama: The Semi-Final, che si collega al film, è stato presentato in anteprima il 15 gennaio 2021 sul servizio online dTV, con il secondo episodio rilasciato il 20 gennaio. Il 1º maggio è stato annunciato che la versione Blu-ray sarebbe stata messa in vendita il 4 agosto 2021, con gli episodi di Gintama: The Semi-Final in bundle.
Eleven Arts ha proiettato il film nelle sale nordamericane, con il titolo Gintama: The Very Final, sia in giapponese con sottotitoli che doppiato in inglese dal 21 al 22 novembre 2021.

## Accoglienza
Anime News Network ha elogiato le gag del film, ma si è lamentato di come molte delle sottotrame della serie non siano state adeguatamente chiuse a causa dell'utilizzo di molti personaggi. IGN è stato più positivo, confrontando la narrazione con altre due popolari serie manga shōnen Naruto e Jujutsu kaisen - Sorcery Fight per il modo in cui Gintoki e i suoi amici affrontano Shoyo e Utsuro nei loro combattimenti finali "distillare un conflitto importante in una massiccia resa dei conti bene contro male aiuta a renderlo interessante anche per coloro che non sono aggiornati sulla saga come gli altri" ha ritenuto che l'animazione sembrasse più un film di Dragon Ball piuttosto che Gintama a causa del lavoro di Toei su di esso, ma è comunque stato elogiato per aver mantenuto un umorismo e uno stile che ricordano la commedia Konosuba. Yahoo! ha criticato il film per essere troppo difficile da seguire a meno che il pubblico non sia a conoscenza dei precedenti eventi di Gintama e abbia trovato alcune battute non allettanti. Tuttavia, ha elogiato le scene di combattimento che piacerebbero ai fan delle serie di samurai Kenshin - Samurai vagabondo e Afro Samurai.
Gintama: The Very Final ha incassato $ 17.252.960 al botteghino.